# 村田結生
村田 結生（むらた ゆう、2010年3月12日 - ）は、日本の歌手、アイドルで、ハロー!プロジェクトに所属する女性アイドルグループ・つばきファクトリーのメンバー。メンバーカラーはライトピンク。
愛知県出身。血液型O型。アップフロントプロモーション所属。

## 略歴
2024年
- 2月7日、前年6月から開催していた『「ハロー!プロジェクト25周年記念」新メンバーオーディション』に合格。石井泉羽、土居楓奏とともにつばきファクトリーの新メンバーとして加入することが発表された[2]。
- 8月28日、シングル「ベイビースパイダー/青春エクサバイト/鼓動OK?」でつばきファクトリーとしてメジャーデビュー。

## 人物
- 特技は縄跳び[1]。
- 趣味は動画鑑賞、メイク研究[1]。
- 好きな音楽ジャンルはJ-POP、K-POP[1]。
- 好きなスポーツはバドミントン[1]。
- 座右の銘は『継続は力なり』[1]。

## 出演

### テレビ
- ハロプロ! スクール・オブ・ルーキーズ（2024年5月26日、CSテレ朝チャンネル1）[3]
- ハロプロ！スクールオブルーキーズⅡ ～ひなフェス2025直前スペシャル～（2025年03月28日、CSテレ朝チャンネル1）[4]

## 所属グループ・ユニット
- つばきファクトリー（2024年 - ）